# UFC Fight Night: Edwards vs. Muhammad
UFC Fight Night: Edwards vs. Muhammad (também conhecido como UFC Fight Night 187 e UFC on ESPN+ 45) foi um evento de MMA produzido pelo Ultimate Fighting Championship em 13 de março de 2021.

## Background
Uma luta no peso meio-médio entre Leon Edwards e Khamzat Chimaev era esperada para servir como luta principal da noite. A dupla foi agendada como atração principal e cancelada em duas ocasiões anteriores devido a problemas relacionados ao COVID-19 que afetaram os dois lutadores. Primeiro no UFC Fight Night: Thompson vs. Neal em dezembro de 2020, e novamente no UFC on ESPN: Chiesa vs. Magny em janeiro deste ano. Em 11 de fevereiro, a luta foi cancelada pela terceira vez, pois foi anunciado que Chimaev ainda estava sofrendo dos efeitos persistentes do COVID-19 e desistiu da luta. Edwards agora deve enfrentar Belal Muhammad.

## Bônus da Noite
Os lutadores receberam $50.000 de bônus:
- Luta da Noite: Não houve lutas premiadas.
- Performance da Noite:    Dan Ige,  Ryan Spann,  Davey Grant e   Matthew Semelsberger